# Ojdula
Ojdula (en hongrois Ozsdola) est une commune roumaine de județ de Covasna dans le Pays sicule en Transylvanie. Elle est composée des deux villages suivants :
- Hilib
- Ojdula, siège de la commune

## Localisation
Ojdula est située au nord-est du județ de Covasna, à l'est de Transylvanie, au pied des monts Brețcu dans les Carpates orientales, sur les rives de l'Ojdula et de la Copâlna, à 45 km de Sfântu Gheorghe (Sepsiszentgyörgy)

## Monuments et lieux touristiques
- Église catholique “Marie de Magdala” du village de Ojdula, construite en 1817
- Moulin à eau du village de Ojdula (construite au XIXe siècle), monument historique
- Monts Brețcu
- Cave Kőlik

## Relations internationales
La commune de Ojdula est jumelée avec:
- Tiercé (Maine-et-Loire) (France)